# Ötvös Csilla
Ötvös Csilla (Békásmegyer, 1947. június 29. –) magyar opera-énekesnő (szoprán), a Halhatatlanok Társulatának örökös tagja.

## Pályafutása
1969 és 1974 között a Zeneakadémián Révhegyi Ferencné tanítványa volt. 1981-től Kapitánffy Istvánnénál képezte tovább magát.
1974-től mint az Operaház magánénekese működik, főként lírai és koloratúrszubrett szerepekben láthatja a közönség. 
Az 1990-es évektől a Weiner Leó Konzervatóriumban tanít. Elnyerte a Magyar Kultúráért kitüntetést, 2011-ben pedig a Magyar Köztársasági Érdemrend Lovagkeresztjét. Bátyjával, Ötvös Csabával gyakorta vendégszerepelnek külföldön is (Ausztria, Németország, Dánia).

## Operaházi szerepei
- Mozart: Figaro házassága – Barbarina; Susanna; Marcellina
- Benjamin Britten: Koldusopera – Mrs. Slammekin
- Szergej Szergejevich Prokofjev: A három narancs szerelmese – Ninetta
- Georges Bizet: Carmen – Frasquita
- Beethoven: Fidelio – Marcellina
- Gluck: Orfeusz és Euridiké – Ámor
- Szabó Ferenc: Légy jó mindhalálig – Doroghi Sanyi
- Richard Strauss: Elektra – 5. szolgáló
- Ifj. Johann Strauss: A cigánybáró – Arzéna
- Mozart: A varázsfuvola – Papagena; I. ifjú
- Erkel Ferenc: Hunyadi László – Gara Mária
- Ránki György: Pomádé király új ruhája – Dzsufi
- Mozart: Szöktetés a szerájból – Blonde
- Csajkovszkij: A pikk dáma – Chloé
- Durkó Zsolt: Mózes – Mirjam
- Claudio Monteverdi: Poppea megkoronázása – Kisasszony
- Gioachino Rossini: A török Itáliában – Donna Fiorilla
- Gaetano Donizetti: Szerelmi bájital – Adina
- Jacques Offenbach: Hoffmann meséi – Olympia
- Rossini: Hamupipőke – Clorinda
- Donizetti: Don Pasquale – Norina
- Mozart: Az álruhás kertészlány – Serpetta
- Kacsóh Pongrác: János vitéz – Iluska;[1] A francia királykisasszony
- Donizetti: A csengő – Serafina
- Giuseppe Verdi: Az álarcosbál – Oscar
- Humperdinck: Jancsi és Juliska – Juliska
- Offenbach: Orfeusz az alvilágban – Cupido
- Puccini: Angelica nővér – kéregető nővér
- Puccini: Bohémélet – Musette
- Rossini: A sevillai borbély – Rosina; Berta
- Kodály Zoltán: Háry János – Császárné
- Mozart: Così fan tutte – Despina

## Díjai, elismerései
- 1971 – Karlovy Vary-i Énekverseny, II. díj
- 1977 – a Magyar Rádió és Televízió Nívódíja
- 1983 – Szocialista Kultúráért
- 1992 – Bartók Pásztory díj
- 2011 – A Magyar Köztársasági Érdemrend lovagkeresztje
- 2015 – Osváth Júlia-díj
- 2018 - Kulturális és Innovációs Minisztérium Művészi Életpálya elismerése
- 2021 - Dankó-díj
- 2023 - Béres Ferenc-díj
- 2023 – Örökös tag a Halhatatlanok Társulatában